# Derya Çalışkan
Derya Çalışkan (ur. 1 grudnia 1966) – turecka judoczka. Olimpijka z Barcelony 1992, gdzie zajęła trzynaste miejsce w wadze półlekkiej.
Siódma na mistrzostwach Europy w 1992 roku.

## Letnie Igrzyska Olimpijskie 1992
| Konkurencja | Eliminacje             | Repasaże                | Klas. końcowa |
| Konkurencja | Przeciwnik I           | Przeciwnik I            | Miejsce       |
| ----------- | ---------------------- | ----------------------- | ------------- |
| -52 kg      | Almudena Muñoz (ESP) P | Jo Anne Quiring (USA) P | 13.           |